# Wola Chruścińska
Wola Chruścińska [pronunciación en polaco: /ˈvɔla xruɕˈt͡ɕiɲska/] es un pueblo ubicado en el distrito administrativo de Gmina Łanięta, dentro del Distrito de Kutno, Voivodato de Łódź, en Polonia central. Se encuentra aproximadamente a 6 kilómetros al sur de Łanięta, a 10 kilómetros al noroeste de Kutno, y a 59 kilómetros al norte de la capital regional Łódź. El actor Robert Więckiewicz nació y creció en el pueblo.